# Palèmon (fill d'Ètol)
Segons la mitologia grega, Palèmon (en grec antic: Παλαίμων, Palaimon, 'el Lluitador'), va ser un heroi, fill d'Etol, rei de l'Èlida o d'Hefest, o de vegades també d'Hèracles.
Va prendre part en l'expedició dels argonautes segons la llista que dona Apol·lodor.
Palèmon també és el nom que li van donar a Melicertes després de la seva divinització. Un altre Palèmon era fill d'Hèracles, anomenat així en record d'una lluita que va mantenir el seu pare.